# 강력하진 않지만 매력적인 강력반
《강력하진 않지만 매력적인 강력반》은 2024년 9월 11일 공개된 디즈니+ 드라마다.
SBS에서 12부로 방영 예정이었으나 디즈니+에서 20부로 편성되어 공개되었다.

## 기획 의도
전국 꼴찌의 강력반과 최고의 엘리트 강력반장이 만나 최강의 원 팀으로 거듭나는 이야기

## 제작진

### 제작사
- 스튜디오S

- BA엔터테인먼트

- 초록뱀미디어

### 연출
- 안종연

- 신중훈 : ( SBS 금토 미니시리즈 《천원짜리 변호사》(공동연출)

### 극본
- 이영철 : ( MBC 주간 일일시트콤 《논스톱 5》(공동집필), SBS 8부작 일요 시트콤 《혼자가 아니야》(공동집필), MBC 주간 일일시트콤 《레인보우 로망스》(공동집필), MBC 주간 일일시트콤 《거침없이 하이킥!》(공동집필), MBC 주간 일일시트콤 《김치 치즈 스마일》(공동집필), MBC 주간 일일시트콤 《지붕뚫고 하이킥!》(공동집필), tvN 금요 시트콤 《원스 어폰 어 타임 인 생초리》(집필), MBC 주간 일일시트콤 《하이킥! 짧은 다리의 역습》(공동집필), SBS 드라마 스페셜 《아름다운 그대에게》(집필), tvN 월,화,수,목 시트콤 《감자별 2013QR3》(공동집필), TV조선 월,화,수,목 시트콤 《너의 등짝에 스매싱》(공동집필) 등 집필 )

- 이광재 : ( tvN 월,화,수,목 시트콤 《감자별 2013QR3》(공동집필), TV조선 월,화,수,목 시트콤 《너의 등짝에 스매싱》(공동집필) 등 집필 )

## 출연진

### 주요 인물
- 김동욱 : 동방유빈 역

송원경찰서 강력2팀 반장
- 박지환 : 무중력 역

불도저 형사
- 서현우 : 정정환 역

생계형 형사
- 박세완 : 서민서 역

다혈질 형사
- 이승우 : 장탄식 역

새네기 형사

### 주변 인물
- 손은서 : 정은경 역

국립과학 수사 연구원 연구관
- 김승화 : 정환의 아내 역

전직 탁구선수. 주부.
- 주부진 : 국밥집 할머니 역

경찰서 앞 국밥집 운영
- 안상우 : 정진규 역

서울 송원경찰서장. 총경.
- 김라온 : 동구 역

좋은 소망어린이집 골목대장.
- 최광일 : 경찰청장 역

경찰서장. 치안총감.

### 에피소드 출연
- 강성훈 : 윤 반장 역
- 김중돈 : 장태식 역
- 김태영 : 장태식의 비서 역
- 금광산 : 강상두 역
- 진아진 : 편의점 알바 역
- 한동희 : 남주현 역
- 남현우 : 조충범 역
- 오현수 : 오상수 역
- 안도규 : 지웅 역
- 김익태 : 건물주 역
- 성노진 : 윤 코치 역
- 윤재찬 : 남정현 역
- 한예지 : 윤효주 역
- 마웅규 : 전민식 역
- 한동희 : 송재인 역

동방유빈의 약혼녀, 심현우의 여자친구였다 동방유빈과 약혼.

### 특별 출연
- 이충주 : 심현우 역

중앙경찰대학 교수이자 본청 프로파일러, TV 사건의 재구성 진행자로 스타경찰.
동방유빈의 절친 경찰대 동기로 같이 FBI 연수 받음. 마지막회 최종빌런으로 밝혀짐.
- 황찬성 : 강민재 역

강민재 매니저 임동일 & 강민재 투신자살사건에 출연.(1~3화)
JMT 엔터테인먼트 소속 배우.
- 김상호 : 소속사 배우 역 (사진으로 출연)
- 김영옥 : 홍탄봉 역

탄식의 할머니 (19화)